# Tháng mười hai
Tháng mười hai là tháng thứ mười hai theo lịch Gregorius, có 31 ngày.
Tháng mười hai trong âm lịch còn được gọi là tháng chạp.

## Sự kiện trong tháng 12
- 1 tháng 12 – Ngày Thế giới phòng chống HIV/AIDS (World AIDS Day)
- 1 tháng 12 – Quốc khánh România
- 2 tháng 12 – Quốc khánh Các tiểu vương quốc Ả Rập thống nhất
- 2 tháng 12 – Quốc khánh Lào
- 3 tháng 12 – Ngày Người khuyết tật Quốc tế (International Day of Disabled Persons)
- 6 tháng 12 – Quốc khánh Phần Lan
- 9 tháng 12 – Ngày Quốc tế chống tham nhũng (International Anti-Corruption Day) theo LHQ
- 10 tháng 12 – Ngày Nhân quyền (Human Rights Day) theo LHQ
- 12 tháng 12 – Quốc khánh Kenya
- 20 tháng 12 – Ngày Quốc tế Đoàn kết Nhân loại (International Human Solidarity Day)
- 22 tháng 12 – Đông chí; Thành lập Đội Việt Nam tuyên truyền giải phóng quân; Ngày hội Quốc phòng toàn dân Việt Nam
- 25 tháng 12 – Lễ Giáng sinh; Liên Xô tan rã
- 26 tháng 12 - Ngày dân số Việt Nam
- 27 tháng 12 – Ngày Quốc tế Phòng chống dịch bệnh (International Day of Epidemic)